# Казахстан (Толебийский район)
Казахстан (каз. Қазақстан) — село в Толебийском районе Туркестанской области Казахстана. Входит в состав Коксаекского сельского округа. Код КАТО — 515847500.

## Население
В 1999 году население села составляло 2083 человека (1055 мужчин и 1028 женщин). По данным переписи 2009 года, в селе проживало 2211 человек (1091 мужчина и 1120 женщин).